# Faust et Marguerite (opéra)
Pour les articles homonymes, voir Faust et Marguerite.
Faust et Marguerite est un opéra romantique en trois actes de 1855, inspiré de la légende de Faust. La musique est du compositeur Meyer Lutz et le livret de Henri Drayton d'après la pièce Faust de Johann Wolfgang von Goethe. Le film de 1900 Faust and Marguerite (en) est une adaptation de la pièce réalisée par Edwin S. Porter, trois ans avant qu'il ne dirige Le Vol du grand rapide.